# Mike Nock
Michael Anthony Nock (Christchurch, 27 september 1940) was een Nieuw-Zeelandse jazzpianist en synthesizerpionier van de fusion- en modernjazz.

## Biografie
Nock kreeg zijn eerste muzikale opleiding van zijn vader en bleef daarna autodidactisch leren. Op 14-jarige leeftijd verliet hij de school om muzikant te worden en op 18-jarige leeftijd verhuisde hij naar Sydney, waar zijn eerste opnamen werden gemaakt. In 1960 speelde hij met zijn eigen band in Londen. Van 1961 tot 1962 studeerde hij aan het Berklee College of Music in Boston en gedurende deze tijd speelde hij bij Herb Pomeroy, Pee Wee Russell, Coleman Hawkins, Benny Golson en Phil Woods, evenals in de huisband van de Lennie’s Club op de Turnpike in de buurt van Boston. Hij behoorde toen tot de band van Yusef Lateef, met wie hij op tournee ging. Daarna werkte hij in New York met Art Blakey, Wild Bill Davison, Sam Rivers, Sonny Stitt, Stanley Turrentine en Booker Ervin. In 1967 trad hij op met Steve Marcus op het Newport Jazz Festival. Daarna ging hij naar San Francisco en maakte in 1967/1968 deel uit van de band van John Handy, die samen met Michael White, Ron McClure en Eddie Marshall de rockjazzgroep The Fourth Way vormde. Deze band, die bestond tot 1971, speelde een gelijkwaardige mix van akoestische bop en vrije muziek (Nock) en verwierf internationale bekendheid door optredens op het Monterey Jazz Festival (1968) en het Montreux Jazz Festival (1970). Daarna werkte Nock als studiomuzikant en componist en hield zich bezig met elektronische muziek. Hij trad ook op met Azteca en in een duo met Steve Swallow. In 1975 verhuisde hij terug naar New York, waar hij werkte met John Klemmer, Thad Jones, Tal Farlow, Jeremy Steig, Bob Mover en Eric Kloss. In 1978 bracht hij twee soloplaten uit, hij nam ook het album Ondas op in een trio met Eddie Gomez en Jon Christensen. In 1985 werd Nock docent aan het New South Wales Conservatory in Sydney, waar hij in 2001 zijn eigen grote formatie presenteerde (CD Big Small Band). Hij heeft ook gewerkt aan opnamen voor Michael Brecker, John Abercrombie, Al Foster, Dave Liebman, Marty Ehrlich, Gordon Brisker en Peter O'Mara. Zijn album Open Door met drummer Frank Gibson werd erkend als «Best Jazz Album» van 1987 bij de New Zealand Music Awards.

## Discografie
- 1979: Climbing (Tomato) met Tom Harrell, John Abercrombie, David Friesen en Al Foster
- 1981: Ondas (ecm)
- 1989: In Out and Around (Timeless) met Michael Brecker, George Mraz, Al Foster
- 1993: Touch (Birdland) solo
- 1996: Not We But One (Naxos Jazz) met Anthony Cox, Tony Reedus
- 1999: The Waiting Game (Naxos Jazz) met Marty Ehrlich
- 2007: Mike Nock & Dave Liebman Duologue: In Concert (Birdland)
- 2008: Here and Now (FMW) met Ken Allars, Karl Laskowski, Ben Waples, James Waples
- 2019: This World met Hamish Stuart, Julien Wilson, Jonathan Zwartz